# Blade Runner 2099
Production
Diffusion
Blade Runner 2099 est une série télévisée américaine dont la diffusion n'a pas encore été  annoncée. Les deux premiers épisodes sont réalisés par Jonathan Van Tulleken d'après un scénario de Silka Luisa.
Coproduite par Scott Free Productions et Alcon Entertainment,,, la série se déroule cinquante ans après les événements du film Blade Runner 2049, lui-même suite de Blade Runner (1982).

## Synopsis
Los Angeles 2099. Cora a toujours été en cavale en adoptant régulièrement une nouvelle identité. Pour offrir un avenir à son frère, elle s'associe à Olwen, une réplicante en fin de vie. Elles vont toutes les deux êtres propulsées au sein d'une vaste conspiration qui menace la ville.

## Distribution

### Personnages principaux
- Michelle Yeoh : Olwen
- Hunter Schafer : Cora
- Dimitri Abold
- Lewis Gribben
- Katelyn Rose Downey
- Tom Burke
- Maurizio Lombardi
- Daniel Rigby

### Invités
- Amy Lennox
- Sheila Atim
- Matthew Needham

## Production

### Genèse et développement
En novembre 2021, lors d'un entretien avec la BBC, Ridley Scott (qui regrette n'avoir pas pu tourner Blade Runner 2049 à cause de problèmes de calendrier) confirme que des séries adaptées de deux de ses plus gros succès, Blade Runner et Alien, sont en préparation et laisse entendre que l'adaptation de Blade Runner devrait être composée de 10 épisodes : « Nous avons déjà écrit le pilote de Blade Runner, ainsi que la bible. Nous sommes déjà en train de vendre Blade Runner comme une série d'une durée de 10 heures »,.
En février 2022, Deadline Hollywood, The Hollywood Reporter et Variety confirment que Ridley Scott, qui a réalisé le film original Blade Runner de 1982, va produire la série Blade Runner 2099, à la suite du long métrage Blade Runner 2049, sorti en 2017 et réalisé par Denis Villeneuve,,,. Le projet, basé sur un scénario écrit par Silka Luisa, marque la première série en prise de vues réelles de la franchise Blade Runner,.
En septembre 2022, Deadline Hollywood, The Hollywood Reporter et Variety annoncent que la série reçoit le feu vert d'Amazon et que sa plateforme Prime Video en a acquis les droits,,,,.
Le 14 mars 2023, on apprend que le réalisateur et producteur canadien Jeremy Podeswa est chargé de la réalisation de la série et sera également directeur de production et producteur exécutif,.
Mais, le 19 février 2024, Nellie Andreeva de Deadline annonce que le réalisateur britannique Jonathan Van Tulleken est engagé pour réaliser et produire les deux premiers épisodes à la place de Jeremy Podeswa, qui a dû se retirer en raison de conflits de calendrier, le calendrier de production de Blade Runner 2099 ayant été modifié par la grève de la WGA de 2023,,,,.

### Tournage
Initialement le tournage de la série Blade Runner 2099 devait démarrer dans les studios Belfast Harbour, à Belfast en Irlande du Nord en mai 2023, mais, selon la BBC, il est interrompu par la grève de la WGA de 2023.
L'agence de promotion Northern Ireland Screen déclare alors : « Northern Ireland Screen est extrêmement déçu que Blade Runner 2099 n'ait pas lieu pour le moment en raison de la grève des scénaristes en cours. Le projet se prépare sur le terrain à Belfast depuis plusieurs mois maintenant. La grève de la WGA a interrompu la production partout dans le monde et nous espérons qu'un accord équitable sera bientôt trouvé afin que l'équipe puisse se remettre au travail ».
En octobre 2023, on apprend que le tournage n'aura pas lieu à Belfast, ce qui amène le directeur général de Northern Ireland Screen à déclarer : « Nous sommes conscients que ces décisions difficiles se produisent dans l'industrie des écrans, en particulier pour les projets les plus coûteux qui suscitent les plus grandes attentes. Cela laisse évidemment un vide dans le calendrier de production de l'Irlande du Nord et Northern Ireland Screen fera tout ce qui est en son pouvoir pour combler cet écart le plus rapidement possible, sachant que de nombreuses équipes indépendantes et sociétés de chaîne d'approvisionnement comptaient sur ce projet pour leur travail ».
Northern Ireland Screen a accordé à la production 4,1 millions de livres sterling de financement, argent qui lui sera restitué.
Le 19 février 2024, lorsque Nellie Andreeva de Deadline annonce que Jonathan Van Tulleken est engagé pour réaliser et produire les deux premiers épisodes, elle précise également que le tournage se déplace à Prague, capitale de la Tchéquie, et devrait débuter en avril ou en juin 2024, probablement dans les studios Barrandov,,,,,,.
Le projet, qui compte parmi les plus ambitieux produits en République tchèque, nécessitera d'importants travaux dans les studios Barrandov.

### Fiche technique
Sauf indication contraire, les informations mentionnées dans cette section peuvent être confirmées par les bases de données cinématographiques IMDb et Allociné,  présentes dans la section « Liens externes ».
- Titre français : Blade Runner 2099
- Genre : science-fiction, néo-noir[2], action
- Production : Ridley Scott et Silka Luisa[1],[2],[10]
- Sociétés de production : Scott Free Productions et Alcon Entertainment[1],[2],[3],[10],[17]
- Réalisation : Jonathan Van Tulleken (2 premiers épisodes)[15],[17],[18],[24],[19]
- Scénario : Silka Luisa[1],[2],[3],[10] et Tom Spezialy[15],[14],[23]
- Pays de production :  États-Unis
- Langue originale : anglais
- Format : couleur
- Nombre de saisons : 1
- Nombre d'épisodes : 10[5],[6],[21]
- Durée :
- Dates de première diffusion : Date sujette à modification